# Děpolt Martin Černín z Chudenic
Děpolt Martin Protiva hrabě Černín z Chudenic (německy Theobald Martin Graf Czernin von und zu Chudenitz; 1680 – 3. června 1755 Prešpurk) byl generál císařské armády ze staré české šlechty. Byl účastníkem dynastických válek první poloviny 18. století a postupoval v hodnostech. V letech 1741–1747 zastával funkci zemského velitele v Sedmihradsku a po odchodu do výslužby získal hodnost generála jezdectva (1748). 

## Životopis

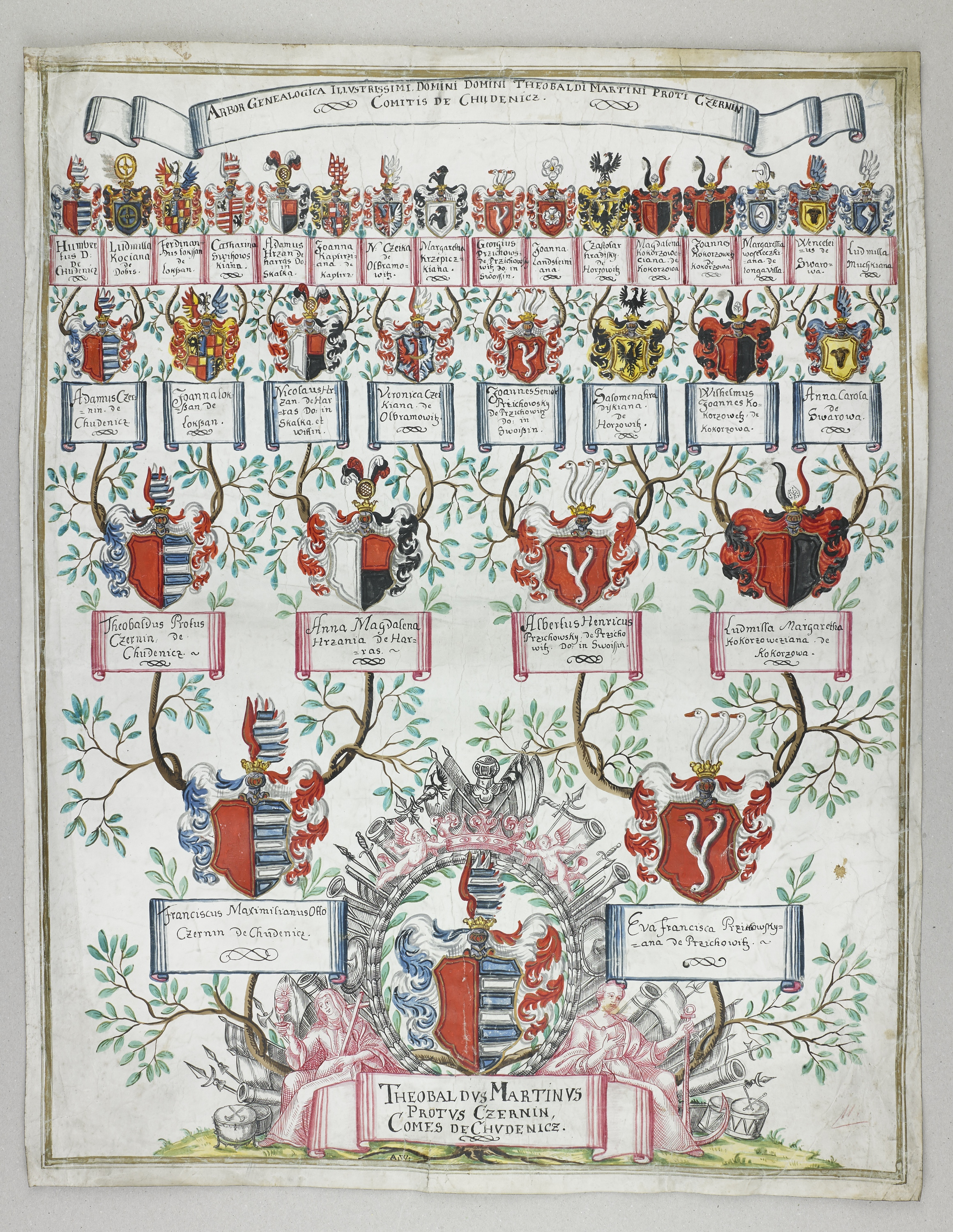
Genealogický vývod Děpolda Martina Czernina

Pocházel ze starého českého šlechtického rodu Černínů z Chudenic, patřil k chudenické linii. Narodil se jako nejmladší syn Františka Maxmiliána Černína (1642–1699) a jeho druhé manželky Evy Františky, rozené Příchovské z Příchovic. Po otcově smrti byl spolu se staršími bratry povýšen do hraběcího stavu (1699) a sdílel také společnou držbu panství a hradu Švihov, které však muselo být pro dluhy prodáno již v roce 1700. Švihovské panství převzal vzdálený strýc Heřman Jakub Černín z významnější nedrahovické linie. Děpolt Martin od mládí sloužil v císařské armádě a uplatnil se jako důstojník jezdectva, bojoval ve válce o španělské dědictví, dosáhl hodnosti plukovníka a mezitím získal titul císařského komorníka. Po válce o španělské dědictví byl posádkovým velitelem v Miláně. Během své vojenské kariéry využíval konexí na významnější nedrahovickou linii Černínů a archivně je doložena jeho bohatá korespondence se vzdáleným bratrancem Františkem Josefem Černínem. V roce 1723 se v Praze zúčastnil korunovace Karla VI. českým králem a zmíněného Františka Josefa během korunovačních slavností zastupoval ve funkci nejvyššího číšníka.
V roce 1734 byl povýšen do hodnosti generálního polního strážmistra (Generalfeldwachtmeister, respektive generálmajor). Téhož roku byl zraněn a zajat v bitvě u Bitonta ve válce o polské dědictví. V roce 1737 dosáhl hodnosti polního podmaršála a zúčastnil se války s Osmanskou říší. V letech 1741–1747 zastával funkci velitele v Sedmihradsku. Zde jako první organizoval stálé a pravidelné jednotky císařské armády. Po odvolání ze Sedmihradska a propuštění do penze získal hodnost generála jezdectva (1748).
V roce 1737 se oženil s baronkou Marií Antonií von Stomm (1715–1763), dcerou plukovníka Jana Františka Stomma. Z manželství se narodila jediná dcera Marie Ludmila (1744–1802), dáma Řádu hvězdového kříže, provdaná v roce 1769 za hraběte Michala Václava Chorinského z Ledské (1736–1806), c. k. komořího a majitele statků na Moravě.